# IC 1969
IC 1969 је спирална галаксија у сазвјежђу Часовник која се налази на листи објеката дубоког неба у Индекс каталогу.
Деклинација објекта је - 45° 10' 45" а ректасцензија 3h 36m 13,9s. Привидна величина (магнитуда) објекта IC 1969 износи 14,8 а фотографска магнитуда 15,6. IC 1969 је још познат и под ознакама ESO 249-5, AM 0334-452, PGC 13303.